# Elatostema ichangense
Elatostema ichangense är en nässelväxtart som beskrevs av H. Schröter. Elatostema ichangense ingår i släktet Elatostema och familjen nässelväxter. Inga underarter finns listade i Catalogue of Life.